# ساو جوزيه دو سيريتو
ساو جوزيه دو سيريتو بلدية في ولاية سانتا كاتارينا في المنطقة الجنوبية من البرازيل. فُصِلت عام 1961 عن بلدية لاخيس.